# Box-office France 1949
Cet article traite du box-office de 1949 en France.

## Les films de plus de deux millions d'entrées
| Classement | Titre                           | Pays                                     | Réalisateur                         | Box-office France |
| ---------- | ------------------------------- | ---------------------------------------- | ----------------------------------- | ----------------- |
| 1.         | Jeanne d’Arc                    |                                          | Victor Fleming                      | 7 092 586 entrées |
| 2.         | Jour de fête                    |                                          | Jacques Tati                        | 6 810 007 entrées |
| 3.         | Le Troisième Homme              |                                          | Carol Reed                          | 5 701 784 entrées |
| 4.         | Fabiola                         |                                          | Alessandro Blasetti                 | 4 886 520 entrées |
| 5.         | Les Tuniques écarlates          |                                          | Cecil B. DeMille                    | 4 677 876 entrées |
| 6.         | Barry                           |                                          | Richard Pottier                     | 4 086 921 entrées |
| 7.         | Les Aventures de Don Juan       |                                          | Vincent Sherman                     | 3 763 314 entrées |
| 8.         | Le Cœur sur la main             |                                          | André Berthomieu                    | 3 657 951 entrées |
| 9.         | Manon                           | Henri-Georges Clouzot                    | 3 412 167 entrées                   |                   |
| 10.        | L'Héroïque Monsieur Boniface    | Maurice Labro                            | 3 261 238 entrées                   |                   |
| 11.        | Gigi                            | Jacqueline Audry                         | 3 202 482 entrées                   |                   |
| 12.        | Riz amer                        |                                          | Giuseppe De Santis                  | 3 118 642 entrées |
| 13.        | Capitaine de Castille           |                                          | Henry King                          | 3 112 337 entrées |
| 14.        | La Cage aux filles              |                                          | Maurice Cloche                      | 3 083 256 entrées |
| 15.        | On demande un assassin          | Ernst Neubach                            | 3 074 064 entrées                   |                   |
| 16.        | Le Voleur de bicyclette         |                                          | Vittorio De Sica                    | 2 956 446 entrées |
| 17.        | Les Chaussons rouges            |                                          | Michael Powell / Emeric Pressburger | 2 851 824 entrées |
| 18.        | Au grand balcon                 |                                          | Henri Decoin                        | 2 782 557 entrées |
| 19.        | Deux Amours                     | Richard Pottier                          | 2 668 955 entrées                   |                   |
| 20.        | Fandango                        | Emil-Edwin Reinert                       | 2 617 851 entrées                   |                   |
| 21.        | Au royaume des cieux            | Julien Duvivier                          | 2 609 234 entrées                   |                   |
| 22.        | Le Bal des pompiers             | André Berthomieu                         | 2 586 475 entrées                   |                   |
| 23.        | L'École buissonnière            | Jean-Paul Le Chanois                     | 2 547 022 entrées                   |                   |
| 24.        | Zorro et ses légionnaires       |                                          | John English / William Witney       | 2 530 698 entrées |
| 25.        | Sabotage à Berlin               | Raoul Walsh                              | 2 458 390 entrées                   |                   |
| 26.        | Le Secret de Mayerling          |                                          | Jean Delannoy                       | 2 430 638 entrées |
| 27.        | Retour à la vie                 | Henri-Georges Clouzot / André Cayatte... | 2 356 694 entrées                   |                   |
| 28.        | Le Droit de l'enfant            | Jacques Daroy                            | 2 356 065 entrées                   |                   |
| 29.        | Sinbad le marin                 |                                          | Richard Wallace                     | 2 340 223 entrées |
| 30.        | Aladin et la Lampe merveilleuse | Alfred E. Green                          | 2 284 135 entrées                   |                   |
| 31.        | Mission à Tanger                |                                          | André Hunebelle                     | 2 279 374 entrées |
| 32.        | Jo la Romance                   | Gilles Grangier                          | 2 275 122 entrées                   |                   |
| 33.        | Entre onze heures et minuit     | Henri Decoin                             | 2 230 281 entrées                   |                   |
| 34.        | Branquignol                     | Robert Dhéry                             | 2 191 018 entrées                   |                   |
| 35.        | L'Atlantide                     |                                          | Gregg Tallas                        | 2 188 732 entrées |
| 36.        | Marlène                         |                                          | Pierre de Hérain                    | 2 119 697 entrées |
| 37.        | La Passagère                    | Jacques Daroy                            | 2 114 929 entrées                   |                   |
| 38.        | La Dernière Charge              |                                          | Robert Florey                       | 2 091 280 entrées |